# Süsterkirche

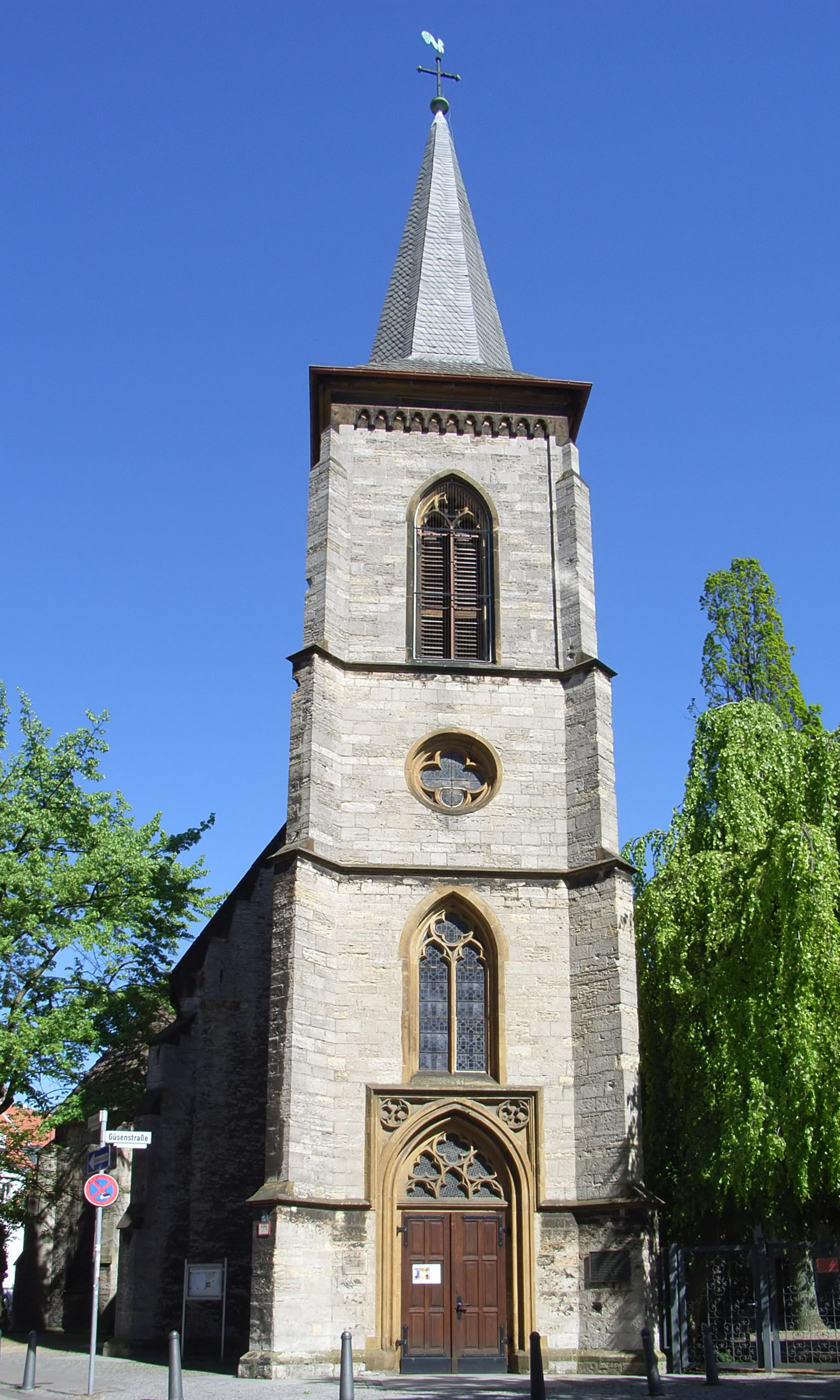
Süsterkirche

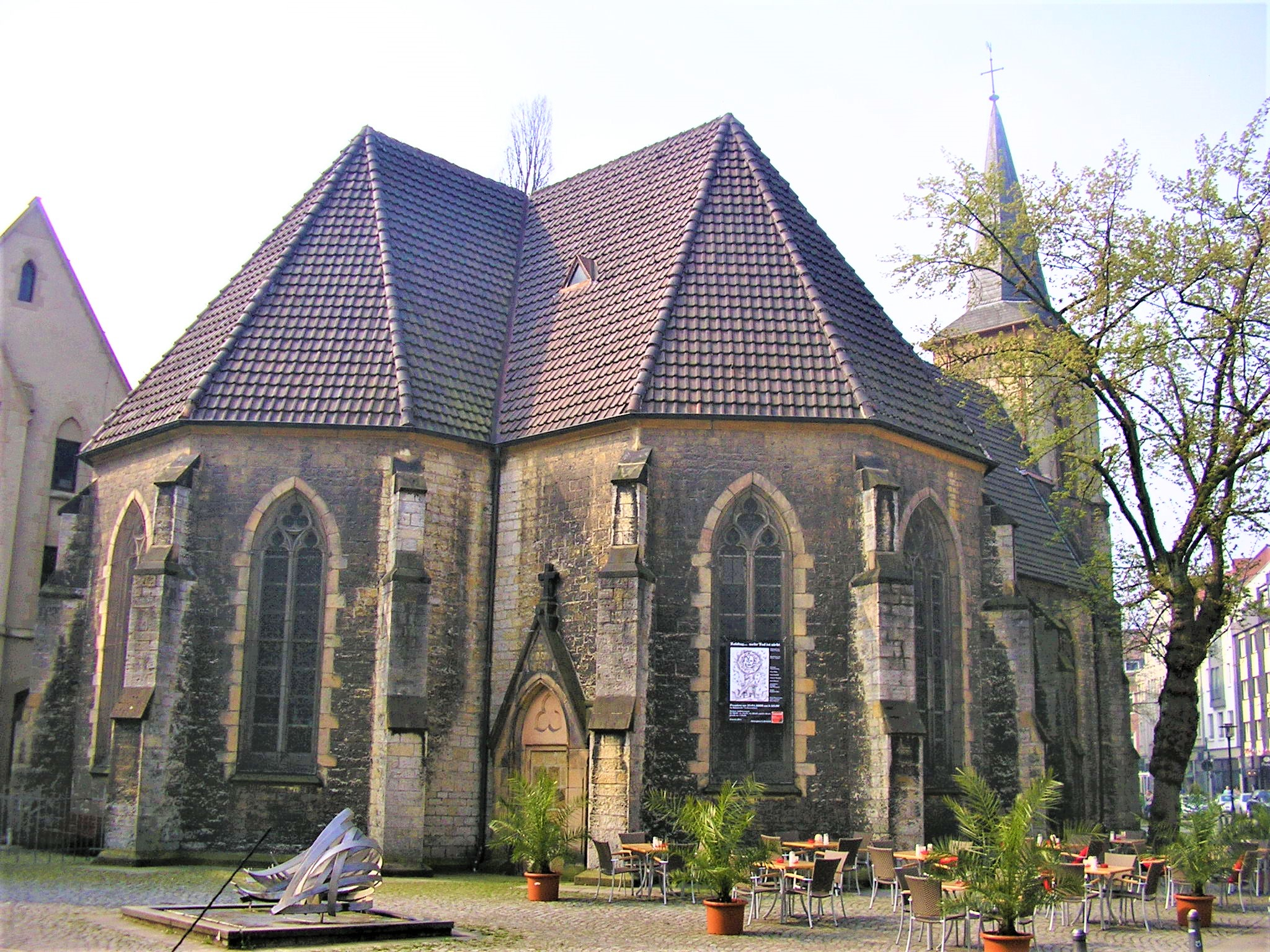
Süsterkirche von Nordosten

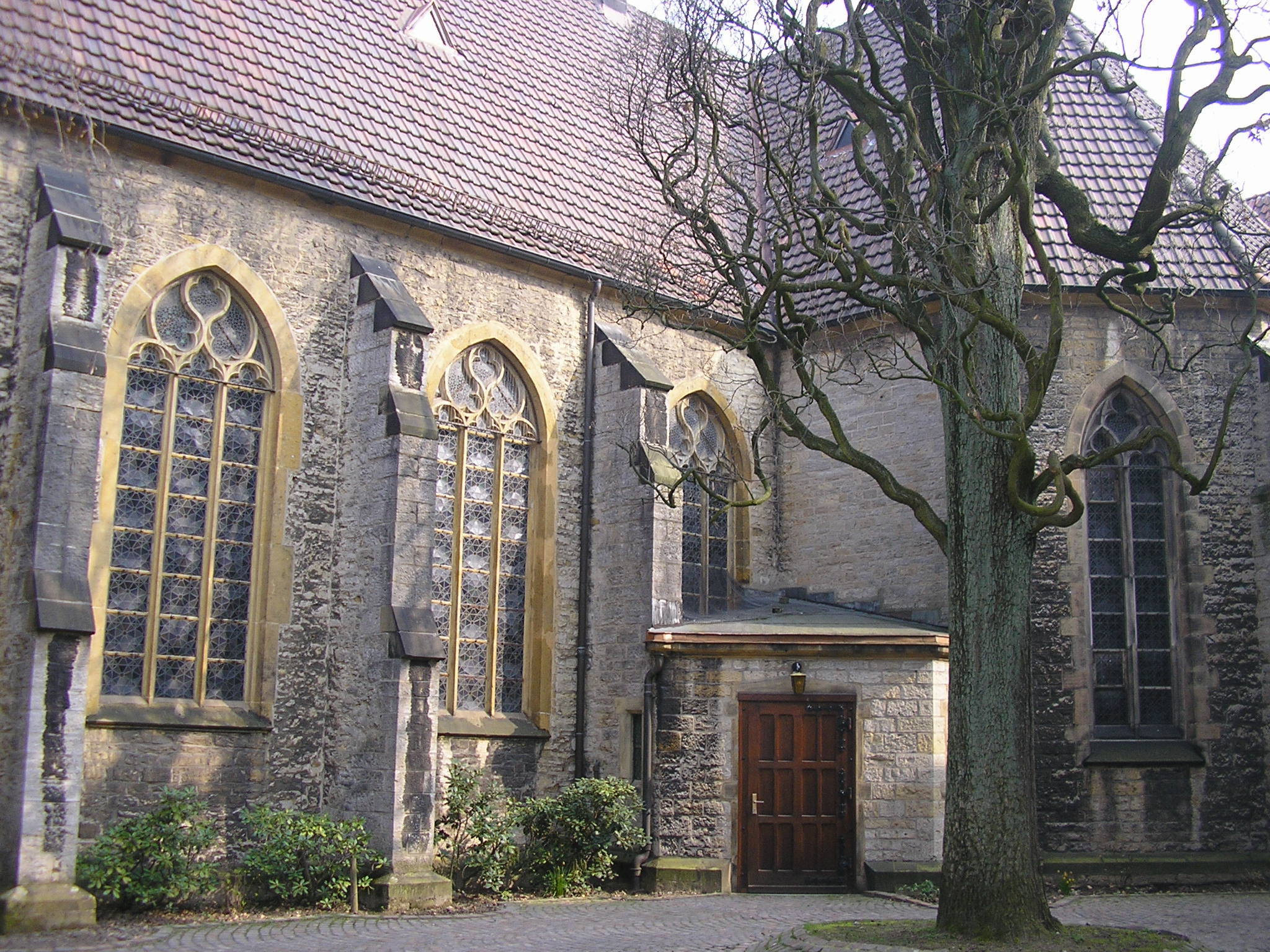
Süsterkirche, Nordwand der ehemaligen gotischen Kapelle

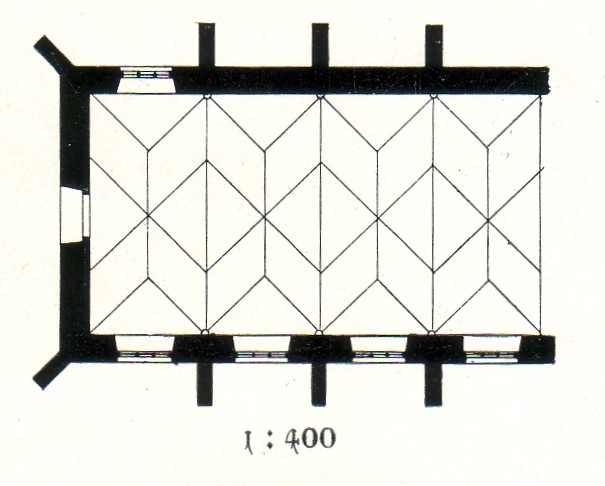
Gotisches Langhaus, Grundriss mit Netzgewölbe 1906

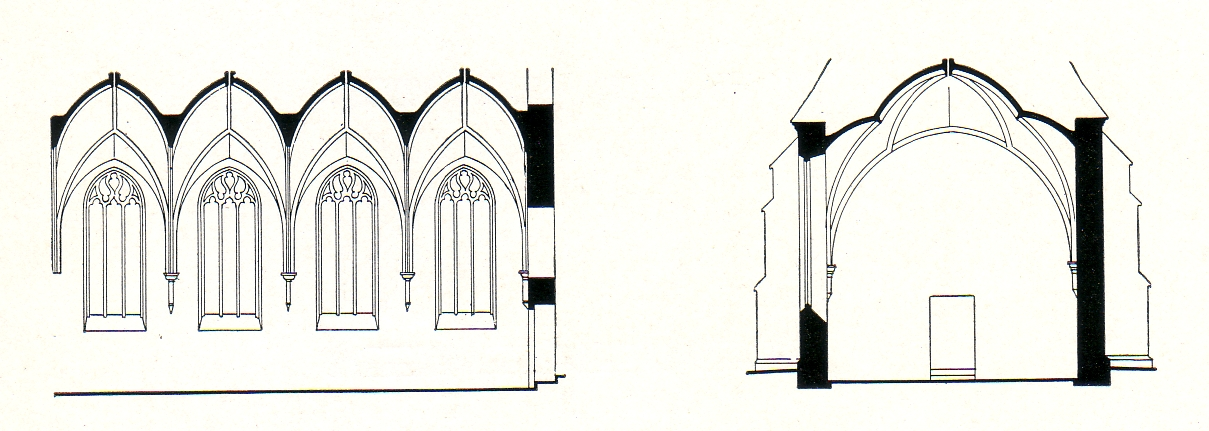
Gotisches Langhaus, Längs- und Querschnitt 1906

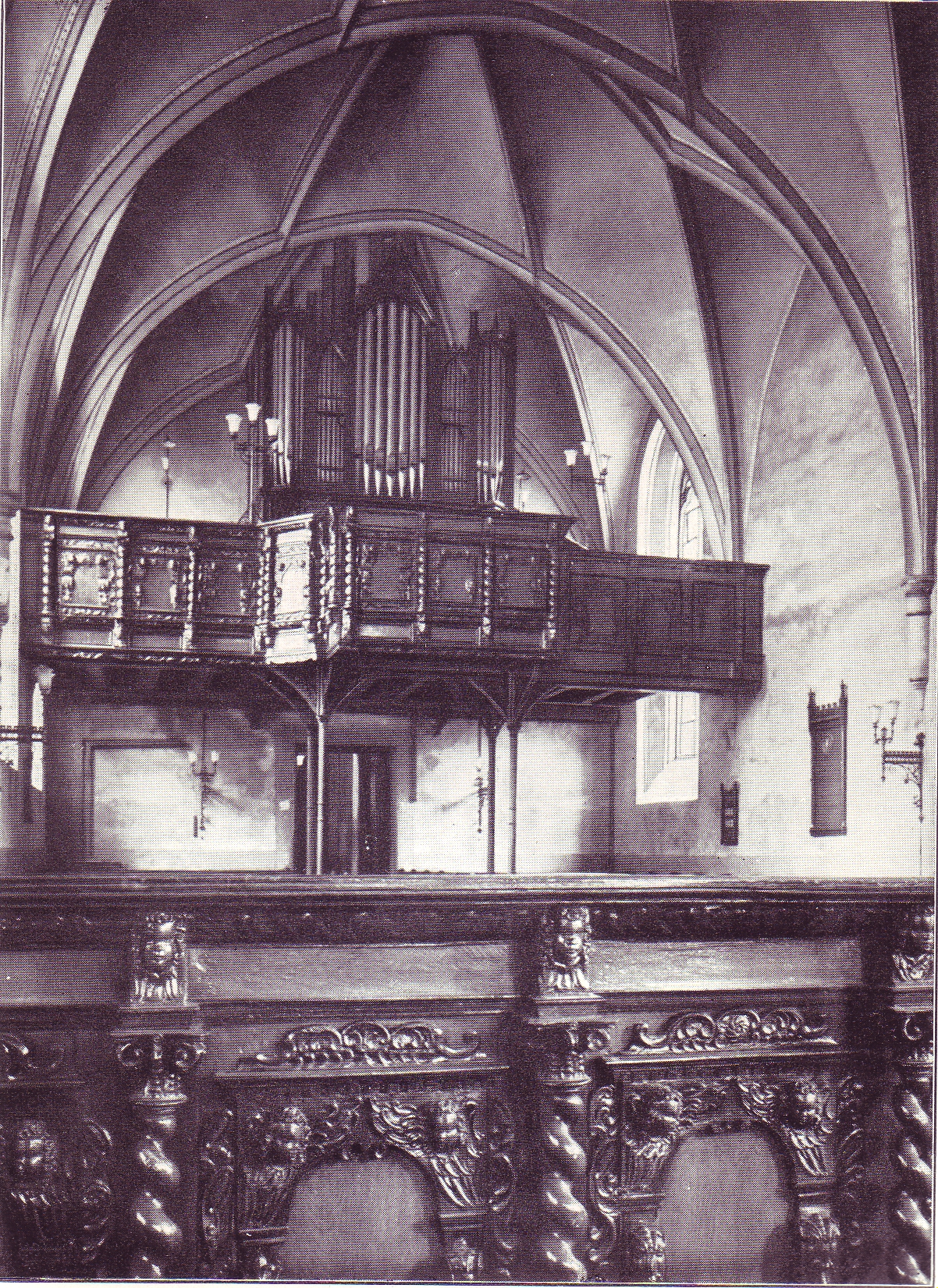
Blick zur Orgelempore 1906

Die Süsterkirche des ehemaligen Augustinerinnenklosters Mariental ist heute die Pfarrkirche der evangelisch-reformierten Gemeinde in der ostwestfälischen Stadt Bielefeld. Sie liegt in der nördlichen Altstadt am gleichnamigen Süsterplatz und damit im Stadtbezirk Mitte.

## Baugeschichte und Architektur
Der Bau der Kirche geht auf die Gründung des Klosters Mariental durch die Augustinerschwestern im Jahre 1491 zurück. Die „Süstern“, niederdeutsch für Schwestern, ließen sich in der Bielefelder Altstadt nieder und bebauten ein Grundstück mit einem Kirchen- und einigen Klostergebäuden. Die Kirche war zunächst ein einschiffiger, vierjochiger Bau im Stil der Spätgotik mit polygonalem Chor. Die Fenster zeigen Maßwerkformen dieser Zeit; hierzu passt auch das Netzgewölbe im Kirchenraum. Die Fertigstellung der übrigen Gebäude, des Süsterhauses und des Klosters zum Mariental, wird auf 1514, die Jahreszahl auf einer der Glocken, geschätzt. Von den Klostergebäuden blieb Süsterplatz 2 erhalten. Der quadratische zweigeschossige Bau mit Satteldach entstand im Kern bereits zwischen 1500 und 1600 und dient heute als Pfarrhaus. Im 18./19. Jahrhundert wurde er unter Veränderung der ursprünglichen Geschosshöhen durchgreifend umgebaut. Der Vordergiebel zum Süsterplatz wurde dabei in neugotischen Formen dekoriert.
Im Jahr 1616 wurde das Kloster von der Stadt Bielefeld übernommen. Nachdem 1657 die evangelisch-reformierte Gemeinde gegründet worden war, ging die Kirche 1671 als Schenkung durch den Kurfürsten in den Besitz der Gemeinde über.
Das städtische Umfeld war im 18. Jahrhundert stark gewachsen, die einschiffige Kirche musste zudem eine steigende Zahl von Gemeindemitgliedern verkraften. Zunächst errichtete man 1861 nach Plänen von Christian Heyden den 28 Meter hohen Westturm, einher ging die Verlegung des Einganges in Richtung Westen. 1892 folgte die Erweiterung der Kirche in neogotischen Formen um den Chorraum und das Querschiff, so dass der kreuzförmige Grundriss der Kirche entstand. Das Gebäude erhielt außerdem eine Heizung und eine Gasbeleuchtung.
Erstmals mit elektrischer Beleuchtung konnten 1925 Gottesdienste gefeiert werden; einige Jahre später wurde die Kirche neu ausgestaltet.
Bei starken Bombenangriffen auf Bielefeld im Herbst 1944 wurde die Süsterkirche am 30. September zu 72 Prozent zerstört, der gesamte Dachstuhl brannte nieder. Beim anschließenden Wiederaufbau errichtete man eine neue Orgelempore. 1950/51 wurden neue Kirchenfenster eingesetzt. Die vorläufig letzte Renovierung erfolgte im Jahr 1971 in Form eines neuen Innenanstrichs, eines Parkettfußbodens und eines neuen Kirchengestühls.

## Ausstattungselemente

### Orgel
Die 1971 angeschaffte Kleuker-Orgel ersetzte eine Orgel der Firma E. F. Walcker & Cie. und verfügt seit 1987 über fünfundzwanzig Register und 1654 Pfeifen. Es ist bereits die fünfte Orgel der Kirche, sie hat folgende Disposition:
| I Hauptwerk C–f3 |                |       |  |
|                  | Prinzipal      | 8′    |  |
|                  | Rohrflöte      | 8′    |  |
|                  | Oktave         | 4′    |  |
|                  | Gemshorn       | 4′    |  |
|                  | Waldflöte      | 2′    |  |
|                  | Nasat          | 2 ⁄3′ |  |
|                  | Mixtur 4-5fach | 1 ⁄3′ |  |
|                  | Trompete       | 8′    |  |
|                  | Tremulant      |       |  |

| II Brustschwellwerk C–f3 |               |       |  |
|                          | Holzgedackt   | 8′    |  |
|                          | Salizional    | 8′    |  |
|                          | Rohrflöte     | 4′    |  |
|                          | Oktave        | 2′    |  |
|                          | Sesquialtera  | 2 ⁄3′ |  |
|                          | Quinte        | 1 ⁄3′ |  |
|                          | Scharff 4fach |       |  |
|                          | Dulzian       | 16′   |  |
|                          | Vox humana    | 8′    |  |
|                          | Tremulant     |       |  |

| Pedal C–f1 |               |     |  |
|            | Subbass       | 16′ |  |
|            | Prinzipalbass | 8′  |  |
|            | Gemshorn      | 8′  |  |
|            | Oktave        | 4′  |  |
|            | Nachthorn     | 2′  |  |
|            | Fagott        | 16′ |  |
|            | Trompetenbass | 8′  |  |

- Koppeln: II/I, HW/P, BW/P

Ergänzt wird die kirchenmusikalische Begleitung seit 2004 von einem Flügel.

### Weiteres Inventar
Anstelle eines Taufbeckens verfügt die Kirche über eine silberne Taufschale, nach eigenen Angaben der wertvollste Besitz der Gemeinde. Die zwischen 1680 und 1690 vom Hannoverschen Hofschmied erstellte Arbeit ist mit zwei pausbäckigen, sich zugewandten Engelsköpfen mit dichtem Haarschopf verziert. Die beiden Abendmahlbrotteller sind ebenso bemerkenswert. Der flämische Altartisch stammt aus dem frühen 18. Jahrhundert.
Die Kanzel wurde 1891 aus alten Teilen zusammengesetzt und ist mit einigen Engelsköpfen verziert.
Im Sinne der reformierten Tradition der Gemeinde findet man in der Süsterkirche keinen Altar. Auch sucht man ein Kreuz, Blumen oder Kerzen vergeblich. Der Chorraum ist jedoch mit einem großen Mosaik geschmückt, das der Bielefelder Künstler Georg Tuxhorn (1903–1941) im Sommer 1929 ausgeführt hat.

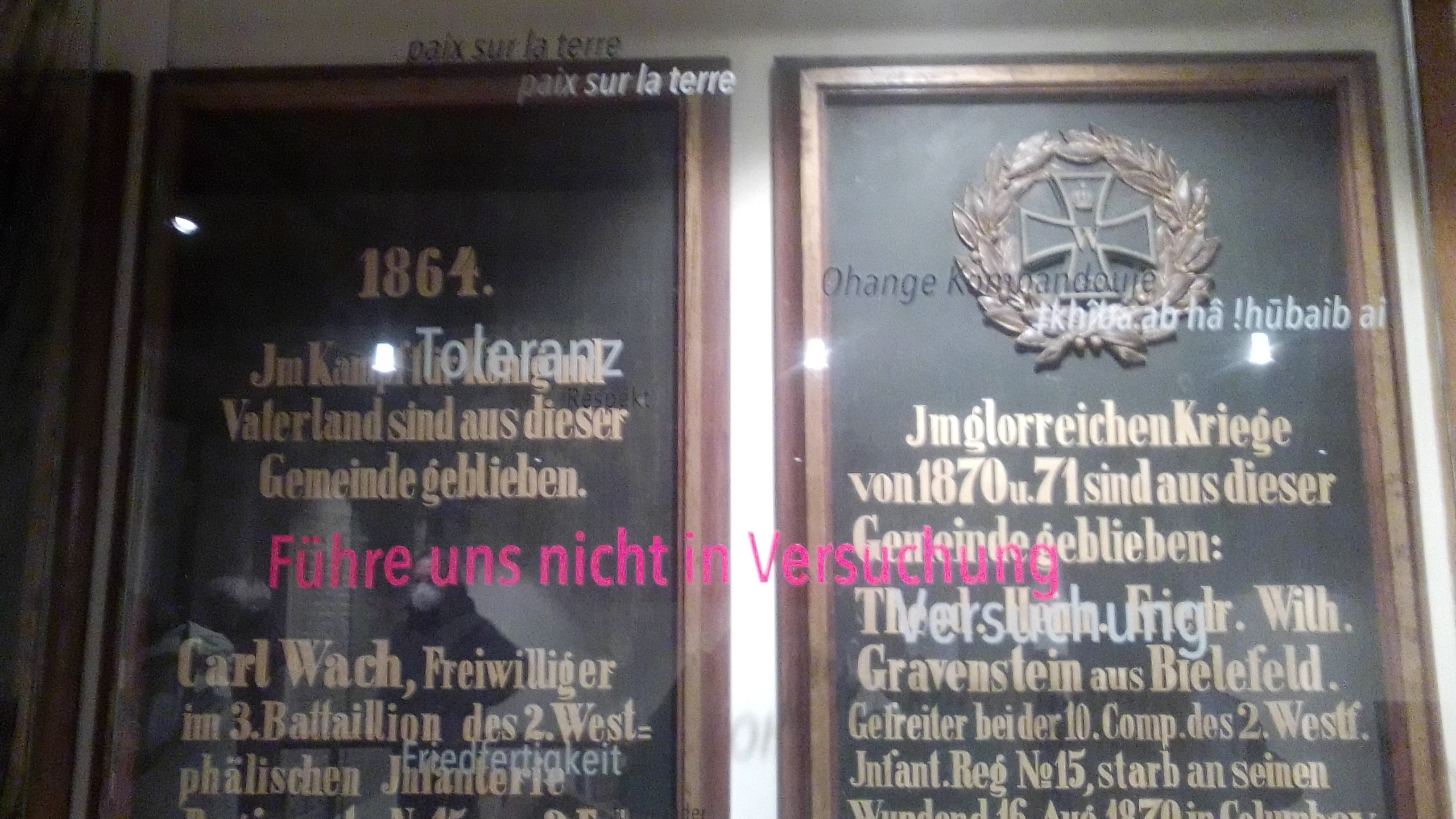
Kriegergedenktafel Süsterkirche hinter pazifistischer Glasscheibe

An die gefallenen Gemeindemitglieder des Ersten und Zweiten Weltkriegs sowie des Deutsch-Französischen Krieges als auch Kolonialkriege erinnern zwei Gedenktafeln im Eingangsbereich.
Vor den kriegsverherrlichenden Gedenktafeln wurden 2019 von der Gemeinde eine Glastafel mit pazifistischen und antimilitaristischen Sprüchen angebracht. Angeregt wurde diese Veränderung durch einen Brief von Schülern der Hans-Ehrenberg Schule.

### Glocken
Insgesamt drei Gussstahlglocken, gegossen 1921 von der Gießerei Lauchhammer in Torgau, hängen im Turm der Süsterkirche. Sie tragen eine sich ergänzende Inschrift.
| Glocke | Durchmesser | Gewicht | Schlagton | Inschrift           |
| ------ | ----------- | ------- | --------- | ------------------- |
| 1      | 1434 mm     | 1574 kg | f′ +9     | AUS SÜNDE UND TOD   |
| 2      | 1174 mm     | 1000 kg | as′ +9    | AUS SCHANDE UND NOT |
| 3      | 1003 mm     | 677 kg  | ces″ +7   | ERRETT' HERRE GOTT  |

## Gemeinde
Die Kirche gehört der einzigen evangelisch-reformierten Gemeinde in Bielefeld. Im Jahre 2004 hat die etwa 3100 Mitglieder zählende Gemeinde 4872 Gottesdienstbesucher gezählt. Zur Verbesserung der Finanzlage sammelt die Gemeinde ein freiwilliges Kirchengeld. Die Gemeinde bietet zahlreiche Gruppen und Kreise für alle Altersschichten an, etwa einen Bibelgesprächskreis, eine Krabbel- und Pfadfindergruppe sowie eine Seniorengruppe.